# Aleksandr Troshechkin
Bản mẫu:Eastern Slavic name
Aleksandr Igorevich Troshechkin (tiếng Nga: Александр Игоревич Трошечкин; sinh ngày 23 tháng 4 năm 1996) là một cầu thủ bóng đá người Nga. Anh chơi ở vị trí tiền vệ phòng ngự cho F.K. Rostov.

## Sự nghiệp câu lạc bộ
Anh có màn ra mắt tại Giải bóng đá ngoại hạng Nga vào ngày 17 tháng 8 năm 2014 cho F.K. Rostov trong trận đấu với F.K. Krasnodar.

## Danh hiệu

### Câu lạc bộ
Tosno
- Cúp quốc gia Nga: 2017–18

## Thống kê sự nghiệp
Tính đến 13 tháng 5 năm 2018
| Câu lạc bộ          | Mùa giải            | Giải vô địch                | Giải vô địch | Giải vô địch | Cúp     | Cúp       | Châu lục | Châu lục  | Tổng cộng | Tổng cộng |
| Câu lạc bộ          | Mùa giải            | Hạng đấu                    | Số trận      | Bàn thắng    | Số trận | Bàn thắng | Số trận  | Bàn thắng | Số trận   | Bàn thắng |
| ------------------- | ------------------- | --------------------------- | ------------ | ------------ | ------- | --------- | -------- | --------- | --------- | --------- |
| Anzhi Makhachkala   | 2013–14             | Giải bóng đá ngoại hạng Nga | 0            | 0            | 0       | 0         | 0        | 0         | 0         | 0         |
| Rostov              | 2014–15             | Giải bóng đá ngoại hạng Nga | 3            | 0            | 1       | 0         | 0        | 0         | 4         | 0         |
| Rostov              | 2015–16             | Giải bóng đá ngoại hạng Nga | 1            | 0            | 1       | 0         | –        | –         | 2         | 0         |
| Rostov              | Tổng cộng           | Tổng cộng                   | 4            | 0            | 2       | 0         | 0        | 0         | 6         | 0         |
| Fakel Voronezh      | 2016–17             | FNL                         | 30           | 2            | 2       | 1         | –        | –         | 32        | 3         |
| Tosno               | 2017–18             | Giải bóng đá ngoại hạng Nga | 8            | 0            | 1       | 0         | –        | –         | 9         | 0         |
| Tổng cộng sự nghiệp | Tổng cộng sự nghiệp | Tổng cộng sự nghiệp         | 42           | 2            | 5       | 1         | 0        | 0         | 47        | 3         |